# Callopistria montana
Callopistria montana là một loài bướm đêm trong họ Noctuidae.